# معركة مونفوردفيل
معركة مونفوردفيل (بالإنجليزية: Battle of Munfordville)‏ (المعروفة أيضًا باسم معركة النهر الأخضر ) هي معركة وقعت في كنتاكي خلال الحرب الأهلية الأمريكية . ولقد أدي هذا النصر للقوات الكونفدرالية بأن غززت سيطرتها ولو مؤقتًا على المنطقة وقطع خطوط الإمداد الخاصة بقوات الاتحاد .